# Duke Nukem: Manhattan Project
Duke Nukem: Manhattan Project är ett plattformsspel, utvecklat av Sunstorm Interactive, producerat av 3D Realms och publicerat av Arush Entertainment. Det släpptes den 14 maj 2002 i Nordamerika samt 14 juni 2002 i Europa för Windows. En version släpptes till Xbox 360 genom Xbox Live Arcade den 23 juni 2010 av 3D Realms.
Spelet handlar om Duke i New York. Man ska kämpa mot skurken Mech Morpix, som skapat en hel armé med mutanter och slajmgubbar. Spelet består av 8 episoder och mer än 25 fiender. I nästan varje episod så ska man befria ett visst antal tjejer som är utrustade med bomber, som man ska säkra. Spelet är ett 3D-spel men nästan hela tiden får man spela från sidan. Duke Nukem: Manhattan Project ingår inte i dem övriga Duke Nukem-spelen.